# Amelie Lens
Amelie Lens (Vilvoorde, 31 de mayo de 1990) es una DJ de música electrónica belga, productora discográfica y propietaria del sello Lenske.
En 2016 debutó con el EP Exhale, bajo el sello de la discográfica italiana Lyase Recordings. Más tarde lanzaría tres EPs con Second State, el sello de Pan-Pot. Como residente del Labyrinth Club de Hasselt, Lens comenzó a organizar sus propias sesiones nocturnas bajo el nombre de EXHALE. Con el tiempo fue expandiendo el proyecto EXHALE más allá del club, con exhibiciones regulares en el Fabric de Londres y en los festivales Creamfields, OFFSonar, Dour y Extrema.

## Biografía
Amelie Lens nació en Vilvoorde, en la región flamenca de Bélgica. Desde temprana edad, tuvo un interés diverso en la música, y citó a Nine Inch Nails, Underworld, Boys Noize y Ellen Allien como sus primeras influencias. Se absorbió en la música electrónica a los 16 años, después de asistir al Festival Dour 2006 en Bélgica, una experiencia que ella describe como «que le cambió la vida», pues cuenta que «tan pronto como llegué a casa, comencé a leer sobre la historia de la música electrónica y descubrí tantos artistas y sellos nuevos. Fue como si se me abriera un mundo completamente nuevo; hice listas de reproducción en iTunes, colocando pistas en un orden que me gustó, como un pódcast pero no mixto».

### Carrera
Lens dejó su trabajo en la industria de la moda en 2014 y comenzó a pinchar bajo el nombre de Renée, tocando principalmente techno minimal con fuertes bajos, obteniendo una residencia en el Labyrinth Club en Hasselt, Bélgica, donde se ganó la reputación de estar de gira a través de Europa. Más recientemente, sus sets son conocidos como enérgicos por su mezcla de influencias clásicas de acid y house tribal junto con sonidos techno europeos más contemporáneos.

## Equipamiento de sonido
Suele tocar en directo con una unidad de efectos Pioneer, que utiliza «para añadir capas a la mezcla. Tiene un sampler incorporado y efectos personalizados que pueden reformar por completo la pista que se está reproduciendo. Como todo, su uso es situacional. A veces apenas lo toco, pero cuando toco un set en la hora pico, realmente brilla. Busco y compro específicamente pistas que funcionen bien con el dispositivo. Ranuras bloqueadas de percusión muy simples o minimalistas». Mientras produce, Amelie usa el DAW Ableton Live, así como el sintetizador y secuenciador Elektron Analog Four.

## Discografía
- 2016: Exhale[7]
- 2016: Let it Go (Second State)
- 2017: Contradiction (Second State)[8]
- 2017: Stay With Me (Second State)
- 2017: Nel (Elevate)
- 2018: Amelie Lens & Farrago - Weight Of The Land (Arts)
- 2018: Regal / Amelie Lens - INVOLVE 020 (Involve)
- 2018: Basiel' (Lenske)
- 2019: Teach Me (Amelie Lens Remixes) (Drumcode)
- 2019: Hypnotized (Second State)
- 2019: Look What Your Love Has Done To Me Remixed (Perc Trax)
- 2019: Litte Robot (Lenske)
- 2019: Fabric Presents Amelie Lens CD-mix compilation (Fabric)
- 2020: Various - The Future (Lenske)
- 2020: Higher (Lenske)[9]

## Ranking DJAne
| DJ          | 2019 | 2020 | 2021 | 2022 |
| ----------- | ---- | ---- | ---- | ---- |
| Amelie Lens | 12°  | 4°   | 3°   | 2º   |